# جوني جاريت
جوني جاريت (بالإنجليزية: Johnny Jarrett)‏ مواليد 13 يونيو 1936 في سيدني، هو ملاكم محترف أسترالي سابق صنّف ضمن فئة وزن الديك.

## إحصائيات
خاض خلال مسيرته 46 نزالا، فاز في 29 وتعادل في 2 وخسر في 15. فاز بالضربة القاضية في 24 نزالا.

## روابط خارجية
- جوني جاريت على موقع بوكس ريك (الإنجليزية) (registration required)